# Ставропольский государственный медицинский университет
Ставропо́льский госуда́рственный медици́нский университе́т — государственное высшее образовательное учреждение в Ставрополе.
Полное название вуза — федеральное государственное бюджетное образовательное учреждение высшего образования «Ставропольский государственный медицинский университет» Министерства здравоохранения Российской Федерации (ФГБОУ ВО «Ставропольский ГМУ»).

## История
Решением Совета народных комиссаров СССР от 26 мая 1937 года в Ставрополе было решено организовать медицинский институт. Реальная работа по его открытию началась летом 1938 года, и уже 19 сентября начались занятия. К обучению приступили 166 студентов первого курса. Ввиду отсутствия собственных учебных корпусов обучение велось в арендованных помещениях зооветеринарного и педагогического институтов. В начале 1939 года в распоряжение вуза было полностью передано двухэтажное здание, ранее занимавшееся средней школой № 6 по ул. Кагановича (ныне Морозова), дом 8, а затем и соседний корпус под номером 6.
С началом Великой Отечественной войны в состав вуза влился эвакуированный Днепропетровский медицинский институт. Срок обучения был сокращен с пяти до трех с половиной лет. 1 августа 1942 года состоялся первый выпуск молодых врачей. В период оккупации города немецко-фашистскими войсками (с 3 августа 1942 года по 20 января 1943 года) институту был нанесен существенный ущерб: разграблено оборудование, разрушена клиническая база, 68 сотрудников и членов их семей были уничтожены. Но уже 8 февраля 1943 года институт возобновил свою работу.
В 1937—1994 годах название вуза — «Ставропольский медицинский институт». В 1994—2013 — «Ставропольская государственная медицинская академия». 18 февраля 2013 года академия получила статус университета.

## Деятельность
На 72 кафедрах Ставропольского государственного медицинского университета работают более 50 докторов наук, 274 кандидата наук, более 180 квалифицированных преподавателей. Из числа преподавателей — 20 членов различных международных академий и РАМН, 28 заслуженных врачей Российской Федерации, 3 заслуженных деятеля науки РФ, 2 заслуженных работника высшей школы.
В 2012 году в состав университета включён Ессентукский медицинский колледж.
Университет располагает четырьмя учебными корпусами, четырьмя общежитиями, стоматологической поликлиникой (открыта 1 сентября 1960 года), клиниками микрохирургии глаза, пограничных состояний, вертеброневрологии.
Университет имеет своё периодическое печатное издание «Medicus».

## Факультеты
- Лечебный факультет
- Педиатрический факультет
- Стоматологический факультет
- Факультет гуманитарного и медико-биологического образования
- Факультет дополнительного профессионального образования
- Факультет иностранных студентов
- Факультет повышения квалификации специалистов гуманитарного профиля
- Факультет подготовки кадров высшей квалификации
- Факультет практической подготовки студентов
- Факультет среднего профессионального и довузовского образования[5]

## Кафедры
- Акушерства и гинекологии
- Акушерства и гинекологии и фтизиатрии с курсом ДПО
- Биотехнологии
- Клинической лабораторной диагностики с курсом бактериологии
- Клинической психологии
- Клинической фармакологии с курсом ДПО
- Клинической физиологии, кардиологии с курсом интроскопии
- Курортологии и физиотерапии
- Мануальной терапии, лечебной физкультуры и спортивной медицины
- Медико-социальной экспертизы, реабилитации с курсом гериатрии
- Медицинской профилактики, формирования ЗОЖ и эпидемиологии НИЗ
- Медицинской радиологии с курсом ДПО
- Медицинской реабилитации
- Микробиологии
- Неврологии, нейрохирургии и медицинской генетики
- Нормальной физиологии
- Общей врачебной практики (семейной медицины)
- Общей и биологической химии
- Общей хирургии
- Общественного здоровья и здравоохранения
- Общественного здоровья, организации здравоохранения и медицинской информатики
- Онкологии и лучевой терапии с курсом ДПО
- Оперативной хирургии и топографической анатомии
- Ортопедической стоматологии
- Оториноларингологии с курсом ДПО
- Офтальмологии с курсом ДПО
- Патологической анатомии
- Патологической физиологии
- Педагогики, психологии и специальных дисциплин
- Педиатрии
- Поликлинической педиатрии
- Поликлинической терапии
- Поликлинической хирургии с курсом урологии
- Пропедевтики внутренних болезней
- Пропедевтики детских болезней
- Пропедевтики стоматологических заболеваний
- Психиатрии
- Психиатрии, психотерапии и медицинской психологии с курсом неврологии
- Стоматологии
- Стоматологии детского возраста
- Стоматологии общей практики и детской стоматологии
- Судебной медицины и права с курсом ДПО
- Терапевтической стоматологии
- Терапии с курсом диетологии
- Травматологии и ортопедии
- Управления и экономики здравоохранения
- Урологии, детской урологии-андрологии с курсом рентгенологии ФДПО ИНДПО
- Факультетской педиатрии
- Факультетской терапии
- Факультетской хирургии
- Фармакологии
- Физики и математики
- Физического воспитания и адаптивной физкультуры
- Философии и гуманитарных дисциплин
- Хирургии и эндохирургии с курсом сосудистой хирургии и ангиологии
- Хирургической стоматологии и челюстно-лицевой хирургии
- Экономики и социальной работы
- Эндокринологии, детской эндокринологии и диабетологии[6]

## Официальная символика
Официальными символами Ставропольского государственного медицинского университета, отражающими его индивидуальность и утверждёнными Учёным советом университета, являются герб, флаг и гимн.
Первая эмблема (герб) образовательного учреждения была создана в 1994 году. Эмблема была выполнена в виде овального щита чёрного цвета с синей каймой (синий цвет символизировал академическое образование) и золотой окантовкой, обрамлённого венком из дубовых листьев (символы мудрости, здоровья, верности традициям). В центре щита находилось символическое изображение змеи, обвивающей чашу. Композиция эмблемы была дополнена изображениям символов Российской Федерации и Ставропольского края.
Эмблема 1994 года послужила основой для создания герба Ставропольского государственного медицинского университета, утверждённого 27 февраля 2013 года на заседании Учёного совета. Данный герб имеет следующее описание:

Герб Университета представляет [собой] изображение, в центре которого под аркой на белом фоне помещён символ медицины — чаша со змеёй в жёлтом цвете, под ней — горизонтально расположенная красная лента с надписью белыми буквами «МЕДИЦИНСКИЙ УНИВЕРСИТЕТ». По дуге, изображённой в голубом цвете с жёлтой каймой, размещены слова «СТАВРОПОЛЬСКИЙ ГОСУДАРСТВЕННЫЙ», выполненные белым цветом. В верхней центральной части над аркой — Государственный герб Российской Федерации, под лентой в нижней части по центру — герб Ставропольского края, вверх от него, по краям поля герба идет обрамление в виде дубовых ветвей зелёного цвета с желудями.
Образ чаши со змеёй олицетворяет профиль образовательного учреждения, голубая арка символизирует небо, а белый фон под ней — чистоту помыслов будущих врачей. Красный цвет ленты, помещённой под чашей, призван напоминать о боевых заслугах сотрудников, студентов и выпускников университета. Дубовые ветви, обрамляющие герб, олицетворяют долговечность и мощь, уверенность коллектива образовательного учреждения в своих силах. При этом зелёный цвет листьев означает «постоянное обновление жизни и непреходящее значение (бессмертие) врачебной профессии на Земле», а спелые жёлуди на ветвях — «плоды труда коллектива Университета», то есть его выпускников. Жёлтый цвет чаши и обвивающей её змеи ассоциируется с золотом и символизирует «духовное и интеллектуальное богатство профессорско-преподавательского состава, справедливость и уважение в отношении к сотрудникам и студентам, верность традициям». Герб России подчёркивает наличие у высшего учебного заведения федерального статуса, а герб Ставропольского края показывает субъект Российской Федерации, на территории которого находится университет.
Флаг Ставропольского государственного медицинского университета, утверждённый 27 февраля 2013 года, представляет собой «прямоугольное полотнище белого цвета с полосами бирюзового и красного цветов, размещёнными по диагонали от правого верхнего угла, в центре которого помещено изображение Герба Университета (эмблема)».
Гимн Ставропольского государственного медицинского университета утверждён Учёным советом 28 августа 2013 года. Автором музыки и текста гимна является В. Бутенко.

## Ректоры
- 1938—1941 — Абрам Тимофеевич Могильницкий
- 1938—1951 — Павел Васильевич Полосин
- 1951—1964 — Владимир Григорьевич Будылин
- 1964—1970 — Владислав Юрьевич Первушин
- 1970—1980 — Юрий Петрович Михайличенко
- 1980—1987 — Виктор Викторович Бодулин
- 1987—2008 — Борис Дмитриевич Минаев
- 2008—2014 — Валентина Николаевна Муравьёва
- 2015—2020 — Владимир Иванович Кошель
- с 2022 — Виктор Николаевич Мажаров (в 2021—2022 — исполняющий обязанности)

## Музей
7 мая 2013 года открыт музей истории университета.